# 默里鎮區 (堪薩斯州馬歇爾縣)
默里鎮區（英語：Murray Township）為美國堪薩斯州馬歇爾縣轄下的鎮區。2010年美国人口普查中此鎮區人口有614人。

## 地理
默里鎮區涵蓋總面積為92.3平方（35.65平方英里），其中陸地面積為92.1平方（35.55平方英里），水域面積為0.26平方（0.1平方英里）或0.28%。海拔高度410（1,350英尺）。

## 人口統計
根據2010年美國人口普查，默里鎮區人口有614人，其中男性有315人，女性有299人，人口密度為每平方公里6.65人，住房計264戶。鎮區內的白人有594人，非裔美國人有0人，美洲原住民有0人，亞裔美國人有0人，太平洋島裔美國人有0人，其他種族有4人，混血種族則有16人。此外鎮區內有4人為西班牙裔或拉丁裔美國人。此鎮區之年齡中位數為39.2歲，而男性年齡中位數為36.8歲，女性年齡中位數為41.6歲。

## 交通

### 主要公路
- 36號美國國道
- 87號堪薩斯州州道
- 110號堪薩斯州州道